# Harlan J. Bushfield

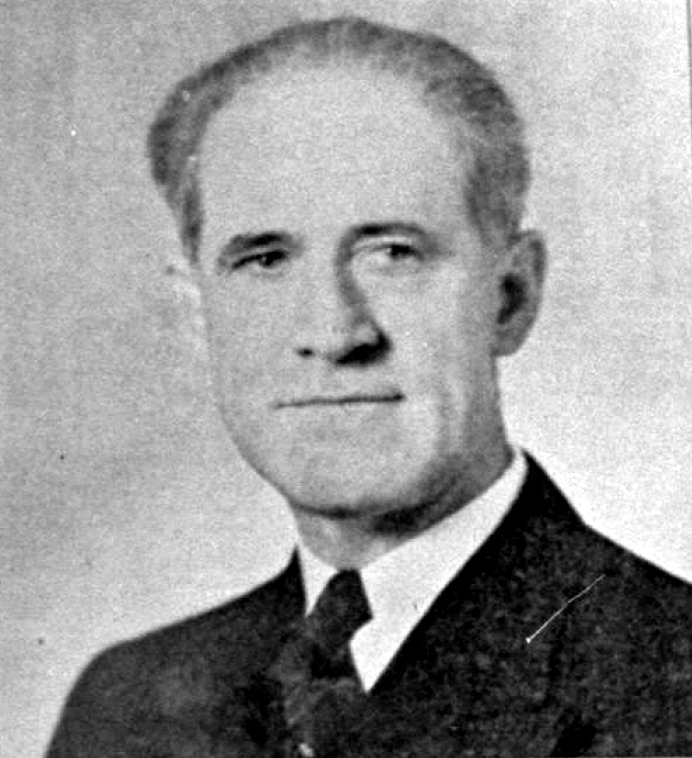

Harlan John Bushfield (ur. 6 sierpnia 1882 w Atlantic w stanie Iowa, zm. 27 września 1948 w Miller w stanie Dakota Południowa) – amerykański polityk, prawnik, działacz Partii Republikańskiej.
W latach 1939–1943 pełnił funkcję gubernatora Dakoty Południowej. Od 1943 do śmierci był senatorem 2. klasy ze stanu Dakota Południowa.
15 kwietnia 1912 poślubił Verę Cahalan. Para miała troje dzieci.